# Enisei Krasnoiarsk
FK Enisei Krasnoiarsk (în rusă ФК Енисей Красноярск) este un club de fotbal rus din Krasnoiarsk. Echipa evoluează în prezent în Prima Divizie Rusă.

## Lotul actual
La 4 iulie 2014.
| Nr. |                   | Poziție | Jucător           |
| --- | ----------------- | ------- | ----------------- |
| 1   | Rusia             | P       | Sergei Borodin    |
| 3   | Rusia             | F       | Denis Magadiyev   |
| 4   | Rusia             | F       | Yevgeni Kachan    |
| 5   | Rusia             | F       | Lionel Adams      |
| 6   | Republica Moldova | M       | Constantin Bogdan |
| 7   | Rusia             | M       | Azer Aliyev       |
| 8   | Rusia             | M       | Vladimir Leshonok |
| 10  | Argentina         | A       | Juan Lescano      |
| 11  | Rusia             | A       | Vitali Galysh     |
| 14  | Letonia           | M       | Oļegs Laizāns     |
| 15  | Rusia             | A       | Vyacheslav Chadov |
| 17  | Rusia             | A       | Serghei Țîganov   |
| 18  | Rusia             | F       | Kirill Marushchak |

| Nr. |         | Poziție | Jucător               |
| --- | ------- | ------- | --------------------- |
| 19  | Rusia   | F       | Konstantin Garbuz     |
| 21  | Rusia   | M       | Yegor Ivanov          |
| 22  | Rusia   | F       | Ildar Shabayev        |
| 25  | Rusia   | P       | Mikhail Oparin        |
| 33  | Rusia   | F       | Ilya Gultyaev         |
| 37  | Rusia   | A       | Dmitri Ryzhov         |
| 44  | Rusia   | M       | Aleksandr Manukovskiy |
| 55  | Rusia   | M       | Aleksei Isayev        |
| 79  | Rusia   | P       | Aleksandr Plotnikov   |
| 83  | Rusia   | M       | Aleksandr Haritonov   |
| 92  | Rusia   | F       | Aleksandr Skvortsov   |
|     | România | M       | Laurențiu Bus         |